# Melvinmania: Best of the Atlantic Years 1993–1996
Melvinmania: Best of the Atlantic Years – czwarta kompilacja zespołu Melvins, zawiera albumy z okresu 1993-1996: Houdini (album), Stoner Witch, Stag. Została wydana w 2003 roku przez firmę Atlantic Records.

## Lista utworów
1. „Hooch" (Melvins) – 2:53
2. „Lizzy" (Melvins) – 4:47
3. „Honey Bucket" (Melvins) – 2:44
4. „Set Me Straight" (Melvins) – 2:27
5. „Pearl Bomb" (Melvins) – 2:49
6. „Queen" (Crover/Osborne) – 3:09
7. „Sweet Willy Rollbar" (Osborne) – 1:30
8. „Revolve" (Deutrom/Osborne) – 4:45
9. „Roadbull" (Crover/Deutrom/Osborne) – 3:27
10. „June Bug" (Deutrom/Osborne) – 2:02
11. „The Bit" (Crover/Osborne) – 4:45
12. „Bar-X-the Rocking M" (Crover/Deutrom/Osborne) – 2:25
13. „Tipping the Lion" (Osborne) – 3:30
14. „Black Bock" (Osborne) – 2:44
15. „Berthas" (Osborne) – 1:24

### Twórcy
- Dale Crover – perkusja
- King B – wokal, gitara
- Lori Black – gitara basowa (utwory 1-5)
- Mark D – gitara basowa (utwory 6-15)